# Chuquicamata
Chuquicamata és una mina de coure a cel obert situada a la regió d'Antofagasta (nord de Xile) així com de l'antic campament miner. Està situada a setze quilòmetres al nord de Calama. Va ser considera una de les mines més grans del món, amb 1,5 milions de tones per any que s'extreien de coure. L'extracció va començar el 1915 i des de llavors ha passat per mans de diverses empreses, nacionalitzant-se el 1971. El seu desenvolupament va ser paral·lel al desenvolupament d'una urbanització obrera a la zona, que acollia tots els treballadors. El 2007 la mina va ser tancada juntament amb l'assentament obrer. El coure és un recurs geològic molt important per a la indústria i ha estat molt important al llarg de la història humana. No presenta perill d'exhauriment immediat, es calcula que si se segueix com fins ara podria durar fins al 2150. Hi ha diverses versions del significat de Chuquicamata.

## Efectes sobre el terreny
El resultat sobre el terreny d'aquest seguit de dècades d'extracció és acusat: una gran estructura amb forma el·líptica, una superfície de 800 ha i uns 1.250 metres de profunditat. L'extracció de recursos geològics comporta una extensa llista de problemes ambientals, tant en el moment en què s'extreu com un cop s'ha aturat l'extracció.

## Impactes
S'observen impactes a diferents nivells, el més evident dels quals és el visual, la transformació radical del paisatge. Lligat a aquest hi hauria l'impacte edàfic, és a dir, l'eliminació del sòl i de la coberta vegetal i la fauna de la zona.
L'impacte edàfic inclou també la contaminació del sòl. Malgrat que s'han fet pocs estudis al respecte a la zona, se sospita que hi ha una forta contaminació per la baixa productivitat que presenta l'activitat agrícola a Antofagasta.
L'impacte hidrològic també té molta importància en aquest cas, ja que l'extracció de la mina de Chuquicamata comporta l'alliberament d'arsènic, que contamina tant aigües com sòl. Trobem concentracions importants a la majoria de rius de la zona, arribant en alguns casos a 0,9 mg/l (Río Toconte).
Per acabar, tenim l'impacte atmosfèric produït per la pols de les instal·lacions i de les escombreres. Tant el coure com l'arsènic són problemàtics, sobretot per a la salut de les persones (l'arsènic és el més perjudicial). A la zona hi ha hagut molta controvèrsia, sobretot en poblacions properes a la mina de Chuquicamata, com Calama. A la vila de treballadors de la mina ha anat descendint el grau de contaminació, passant de 3,28 μg/m3/dia a 0,79 μg/m3/dia en el període 1987-1992. A Calama en el mateix període s'ha passat de 0,34 a 0,11 μg/m3/dia, considerant-se encara perniciós per a la salut. Els habitants del nord de Xile tenen concentracions importants d'arsènic al seu cos. Actualment s'han pres mesures fins a arribar a concentracions d'arsènic tant en aigua com en aire que no incompleixin la normativa dels país.

## Legislació
En ser Xile un país en vies de desenvolupament no presenta una legislació tan estricta com podria haver a qualsevol país desenvolupat. Però Chuquicamata té un pla de restauració i encara que ara no s'extreu coure continuen havent treballadors a la mina tapant l'extensió que ha quedat al descobert així com enderrocant part de la urbanització on vivien els treballadors, que ara ha quedat deserta. També s'utilitzarà la mina i la població per fer turisme, en especial la zona del centre del poble.